# Coppa del mondo di ciclocross 2004-2005
La Coppa del mondo di ciclocross 2004-2005, dodicesima edizione della competizione, si svolse tra il 10 ottobre 2004 ed il 13 febbraio 2005. Nessuna classifica ufficiale fu stilata per le categorie élite, il titolo under-23 andò a Martin Bína, quello juniors a Davide Malacarne.

## Uomini élite

### Risultati
| #  | Data        | Città       | Evento                             | Vincitore           |
| -- | ----------- | ----------- | ---------------------------------- | ------------------- |
| 1  | 10 ottobre  | Wortegem    | Grote Prijs Mario De Clercq        | Zdeněk Mlynář       |
| 2  | 28 ottobre  | Tábor       | Cyklokros Tábor                    | Kamil Ausbuher      |
| 3  | 14 novembre | Pijnacker   | Veldrit Pijnacker                  | Sven Nys            |
| 4  | 27 novembre | Koksijde    | Duinencross                        | Erwin Vervecken     |
| 5  | 5 dicembre  | Wetzikon    | Grossen Preis von Wetzikon         | Sven Nys            |
| 6  | 8 dicembre  | Milano      | GP Mamma e Papà Guerciotti         | Sven Nys            |
| 7  | 28 dicembre | Hofstade    | Kersttrofee                        | Sven Nys            |
| 8  | 2 gennaio   | Aigle       | Cyclo-Cross International de Aigle | Sven Vanthourenhout |
| 9  | 16 gennaio  | Nommay      | Cyclo-Cross Int. de Nommay         | Sven Nys            |
| 10 | 23 gennaio  | Hoogerheide | Grote Prijs Adrie van der Poel     | Sven Nys            |
| 11 | 13 febbraio | Lanarvily   | Cyclo-Cross Int. de Lanarvily      | Sven Nys            |

## Donne élite

### Risultati
| # | Data        | Città     | Evento                     | Vincitore            |
| - | ----------- | --------- | -------------------------- | -------------------- |
| 1 | 14 novembre | Pijnacker | Veldrit Pijnacker          | Daphny van den Brand |
| 2 | 5 dicembre  | Milano    | GP Mamma e Papà Guerciotti | Daphny van den Brand |
| 3 | 28 dicembre | Hofstade  | Kersttrofee                | Hanka Kupfernagel    |
| 4 | 16 gennaio  | Nommay    | Cyclo-Cross Int. de Nommay | Hanka Kupfernagel    |

## Uomini Under-23

### Risultati
| # | Data        | Città     | Evento                     | Vincitore    | Leader della Cl. mondiale |
| - | ----------- | --------- | -------------------------- | ------------ | ------------------------- |
| 1 | 14 novembre | Pijnacker | Veldrit Pijnacker          | Martin Bína  | Martin Bína               |
| 2 | 5 dicembre  | Wetzikon  | Grossen Preis von Wetzikon | Martin Bína  | Martin Bína               |
| 3 | 28 dicembre | Hofstade  | Kersttrofee                | Niels Albert | Martin Bína               |
| 4 | 16 gennaio  | Nommay    | Cyclo-Cross Int. de Nommay | Simon Zahner | Martin Bína               |

### Classifica generale
| Pos. | Corridore     | Punti |
| ---- | ------------- | ----- |
| 1    | Martin Bína   | 178   |
| 2    | Simon Zahner  | 162   |
| 3    | Zdeněk Štybar | 158   |
| 4    | Kevin Pauwels | 130   |
| 5    | Geert Wellens | 117   |

## Uomini juniors

### Risultati
| # | Data        | Città     | Evento                     | Vincitore         | Leader della Cl. mondiale |
| - | ----------- | --------- | -------------------------- | ----------------- | ------------------------- |
| 1 | 14 novembre | Pijnacker | Veldrit Pijnacker          | Davide Malacarne  | Davide Malacarne          |
| 2 | 5 dicembre  | Wetzikon  | Grossen Preis von Wetzikon | Julien Taramarcaz | Davide Malacarne          |
| 3 | 28 dicembre | Hofstade  | Kersttrofee                | Davide Malacarne  | Davide Malacarne          |
| 4 | 16 gennaio  | Nommay    | Cyclo-Cross Int. de Nommay | Yannick Martinez  | Davide Malacarne          |

### Classifica generale
| Pos. | Corridore             | Punti |
| ---- | --------------------- | ----- |
| 1    | Davide Malacarne      | 210   |
| 2    | Ricardo van der Velde | 158   |
| 3    | Julien Taramarcaz     | 155   |
| 4    | Christoph Pfingsten   | 104   |
| 5    | Jan van Dael          | 95    |